# Université Sorbonne-Nouvelle

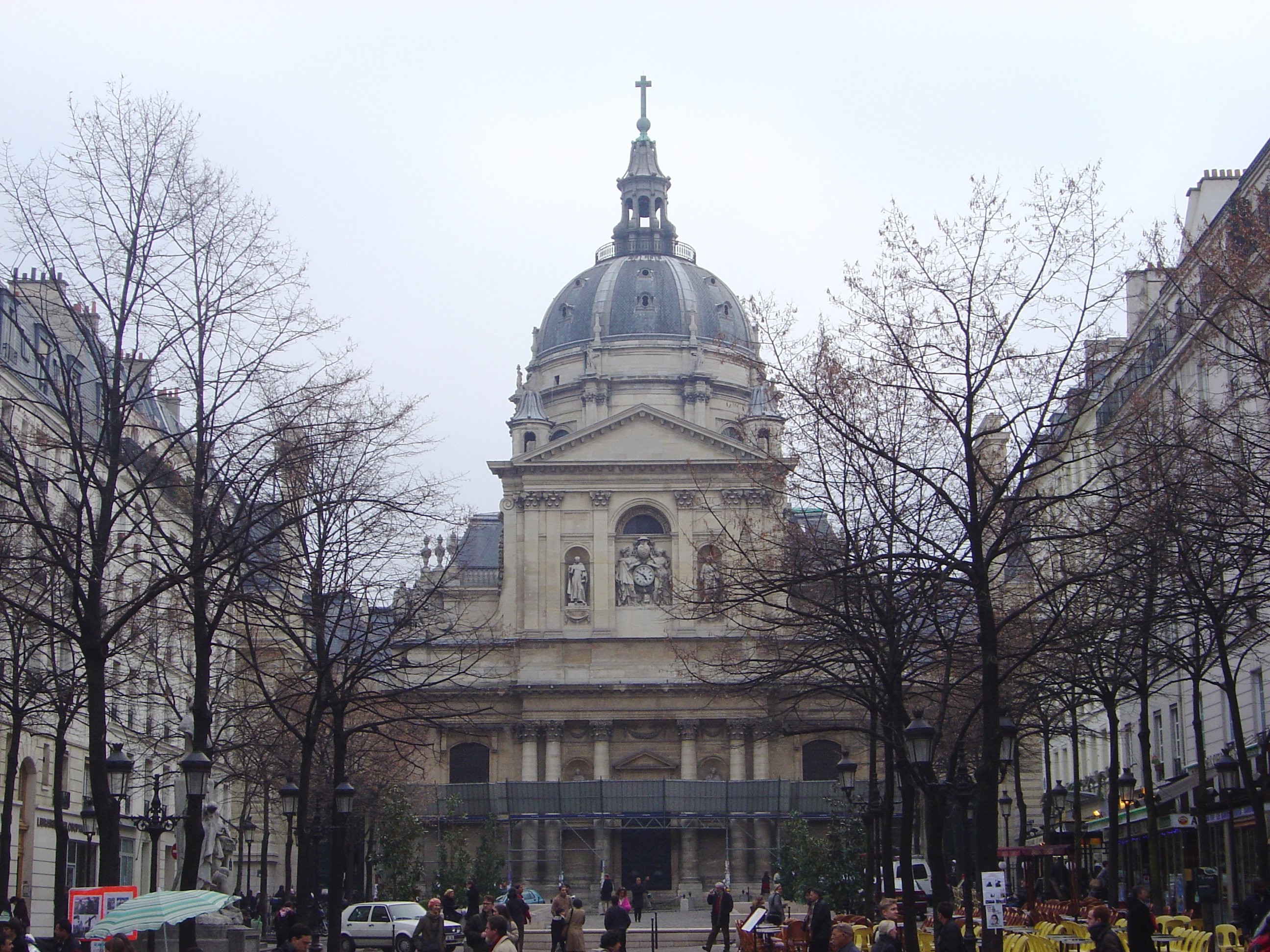
Główny budynek Sorbony

Université Paris-III, lub Université Sorbonne-Nouvelle – jeden z 13 autonomicznych uniwersytetów paryskich.
Aktualnie na uczelni studiuje prawie 20 000 studentów wszystkich wydziałów oraz kierunków. Uniwersytet specjalizuje się w kształceniu w dziedzinie sztuki oraz nauk humanistycznych.
Uczelnia została założona w 1971 roku wraz z ustawą o reformie francuskiej oświaty wyższej. Obecnie rektorem uczelni jest od 2023 politolog Daniel Mouchard.

## Wydziały oraz kampusy

### Wydziały
- Wydział Sztuki i Mediów (AM)
  - Dział: Kino i Audiowizualne (CAV)
  - Dział: Instytut Teatrologii (IET)
  - Dział: Instytut Komunikacji i Mediów (ICM)
  - Dział: Mediacja Kulturalna (MC)
- Wydział Języków Obcych, Literatur i Kultur (LLCSE)
  - Dział: Studia arabskie, hebrajskie, indyjskie i irańskie (EAHII)
  - Dział: Studia Germańskie (EG)
  - Dział: Studia Iberyjskie i Latynoamerykańskie (EILA)
  - Dział: Studia Włoskie i Rumuńskie (EIR)
  - Dział: Instytut Europeistyki (IEE)
  - Dział: Stosowane Języki Obce (LEA)
  - Dział: Świat Anglojęzyczny (MA)
- Wydział Literatury, Lingwistyki i Dydaktyki (LLD)
  - Dział: Dydaktyka języka francuskiego jako języka obcego (DFLE)
  - Dział: Instytut Lingwistyki Ogólnej i Stosowanej oraz Fonetyki (ILPGA)
  - Dział: Literatura i Lingwistyka Francuska i Łacińska (LLFL)
  - Dział: Literatura Ogólna i Porównawcza (LGC)
- Instytut Zaawansowanych Studiów Latynoamerykańskich (IHEAL)
- Wyższa Szkoła Tłumaczy Ustnych i Tłumaczy (ESIT)

### Kampusy
- Główny budynek Sorbony – Siedziba administracji oraz wydziału językoznawstwa
- Censier – główny budynek akademicki od 1964 do 2022
- Nation – nowy główny budynek akademicki od 2022 r.
- Rue Saint-Jacques – wydział nauk języka francuskiego dla uczniów zagranicznych (do 2022)
- Rue des Bernardins – wydział filologii francuskiej (do 2022)
- Rue de l'École-de-Médecine – wydział filologii angielskiej (do 2022)
- Rue Saint-Guillaume – wydział studiów latynoamerykańskich (do 2022)
- Condorcet – wydział studiów latynoamerykańskich (od 2022)
- Place du Maréchal-de-Lattre-de-Tassigny – siedziba Wyższej szkoły dla tłumaczy ustnych i pisemnych ESIT (École supérieure d'interprètes et de traducteurs) do 2022
- Asnières – podparyski wydział filologii niemieckiej (do 2012)

## Znani studenci i wykładowcy
- Olivier Assayas
- Arnaud Desplechin
- Bernard-Pierre Donnadieu
- Julie Gayet
- Cédric Klapisch
- Chiara Mastroianni
- Predrag Matvejević – chorwacki pisarz oraz wykładowca uniwersytecki.